# Học viện Cảnh sát Campuchia

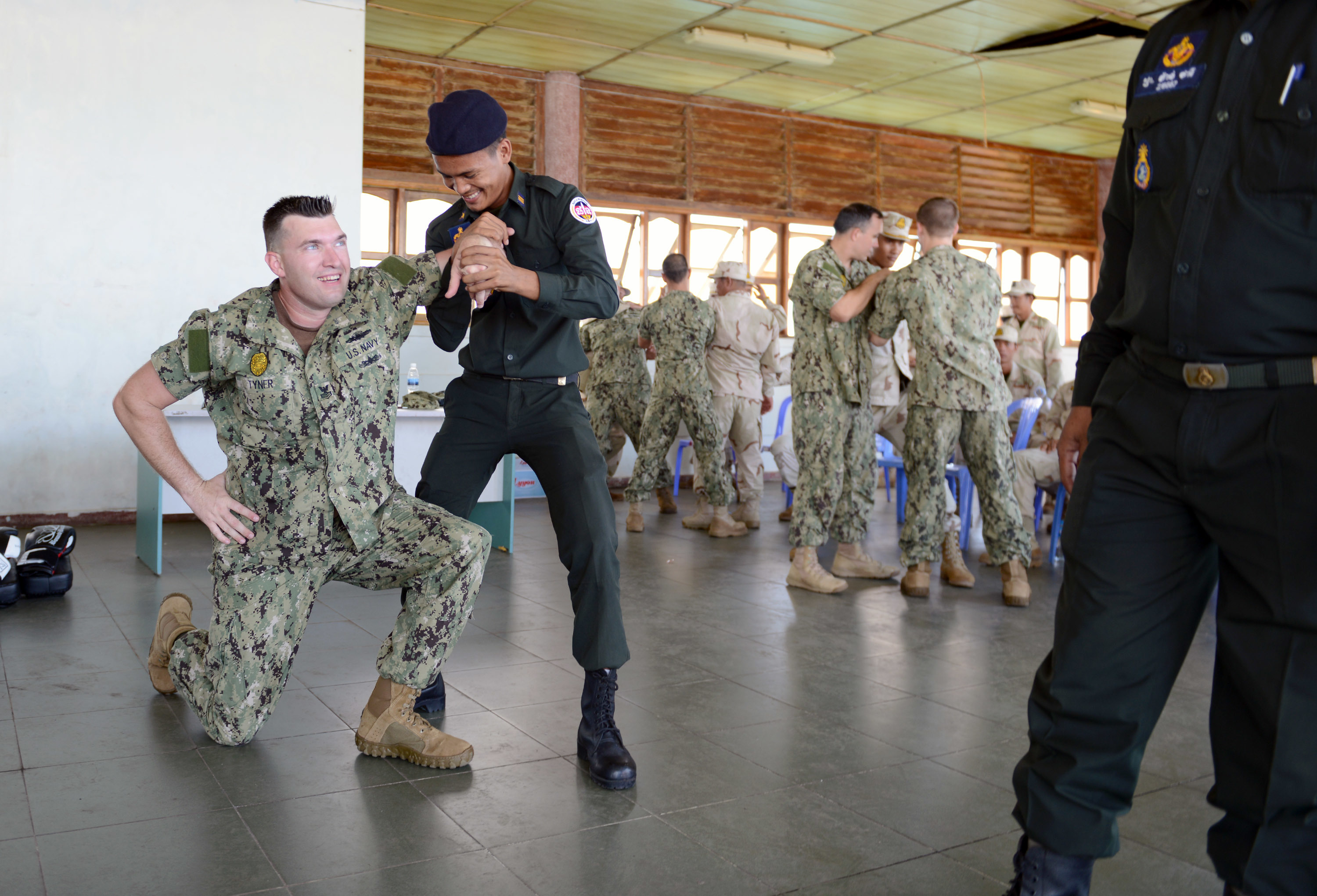
Lớp tập huấn võ thuật cho Cảnh sát Campuchia

Học viện Cảnh sát Campuchia (tiếng Campuchia: បណ្ឌិត្យសភានគរបាលកម្ពុជា được đọc là: bandetyosaphea nokorbal kampouchea, tiếng Anh: Police Academy of Cambodia) là trường đào tạo sĩ quan, hạ sĩ quan cảnh sát Campuchia bậc đại học và sau đại học. Học viện được thành lập vào năm 1996 ở làng Sdouv Kanlaeng, xã Dey Eth, quận Kien Svay, tỉnh Kandel với diện tích 13 ha.

## Lịch sử
Tiền thân của Học viện cảnh sát Campuchia là trường Cảnh sát quốc gia Dey Eth trực thuộc Bộ Nội vụ Vương quốc Campuchia được thành lập vào năm 1996 tại làng Sdouv Kanlaeng, xã Dey Eth, quận Kien Svay, tỉnh Kandel với diện tích 13 ha. 
Trường Cảnh sát quốc gia ra đời có nhiệm vụ tổ chức các khóa đào tạo cho lực lượng Cảnh sát quốc gia Campuchia nhằm giúp cho lực lượng Cảnh sát nâng cao kiến thức trong lĩnh vực chuyên môn, góp phần bảo vệ an ninh quốc gia và duy trì trật tự xã hội. Sau đó, để phù hợp với những yêu cầu cần thiết trong tiến trình phát triển xã hội và những tiến bộ trong công tác đào tạo cho lực lượng Cảnh sát quốc gia Campuchia, năm 2002, Bộ Nội vụ và chính phủ Hoàng gia Campuchia đã quyết định đổi tên trường Cảnh sát quốc gia Dey Eth thành Trường Cảnh sát hoàng gia (RPS) theo tiểu Nghị định số 73 ngày 2/5/2002 về việc thành lập trường Cảnh sát hoàng gia.
Năm 2007, Chính phủ hoàng gia và Bộ Nội vụ Vương quốc Campuchia đã quyết định đổi tên trường Cảnh sát Hoàng gia thành Học viện Cảnh sát Campuchia (PAC) theo tiểu Nghị định số 88 ngày 27/7/2007 để phù hợp với chính sách cải cách của chính phủ hoàng gia và chính sách phát triển đa ngành của quốc gia. Từ đó, Học viện Cảnh sát Campuchia tồn tại cho đến ngày nay.

## Chương trình giáo dục và đào tạo
Chương trình giáo dục của Học viện Cảnh sát Campuchia được chia ra làm hai chương trình bao gồm: Chương trình đào tạo trong nước dài hạn; đào tạo chuyên ngành Cảnh sát và chương trình đào tạo tại nước ngoài. Tính đến năm 2012 đối với chương trình đào tạo trong nước, Học viện Cảnh sát Campuchia đã đào tạo được 1097 khóa học với 74024 học viên tốt nghiệp; đối với chương trình đào tạo tại nước ngoài, đã có 4253 cán bộ, học viên được Bộ Nội vụ Vương quốc Campuchia kí quyết định và cử tham dự các hội thảo, chương trình nghiên cứu, trao đổi kinh nghiệm ở rất nhiều quốc gia bạn bè.

## Hệ thống giáo dục đào tạo
Dựa trên sự phát triển trong giáo dục và đào tạo của Cảnh sát  quốc gia từng năm, Học viện Cảnh sát  Campuchia đã phát triển các cấp đào tạo để đảm bảo hiệu quả giáo dục và đáp ứng được yêu cầu nhiệm vụ đề ra.
Hiện nay, công tác giáo dục đào tạo tại Học viện Cảnh sát Campuchia được chia ra làm 3 cấp: Cấp giáo dục đào tạo tại các trường Cảnh sát theo khu vực (cấp 1) gồm có 6 trường được đặt tại các tỉnh Stung Treng, Kampong Cham, Kampong Speu, Siem Reap, Battambang và Kampong Chhnang đào tạo học viên trong cả nước; Cấp giáo dục đào tạo ở trình độ trung cấp (cấp2) được thực hiện tại Trường đào tạo chuyên môn Cảnh sát  cao cấp, nơi mà trước đây là Trường Cảnh sát  quốc gia Dey Eth, hiện nay là trường đào tạo chuyên môn cao cấp tạm thời đang nằm ngay trong khuôn viên Học viện Cảnh sát  Campuchia và Cấp giáo dục đào tạo đại học nghiên cứu tại Học viện Cảnh sát  Campuchia (Cấp 3). Tại cấp thứ 3 này, Học viện Cảnh sát Campuchia được giao nhiệm vụ giáo dục và đào tạo và cấp bằng cho các chương trình liên kết, cử nhân, thạc sĩ, bổ túc kỹ năng chuyên môn, bồi dưỡng và phát triển kỹ năng đào tạo cho nhân viên Cảnh sát cấp cao (quân hàm từ cấp tá tới thiếu tướng). Trong tương lai, Học viện Cảnh sát Campuchia sẽ tiến hành đào tạo nghiên cứu sinh, mở các khóa học cấp quản lý, lãnh đạo.

## Hợp tác quốc tế
Trong suốt 13 năm qua, Học viện Cảnh sát Campuchia đã có được nhiều thành tựu và sự tiến bộ cũng như phát triển trong công tác đào tạo Cảnh sát của mình. Học viện Cảnh sát Campuchia đạt được kết quả trong đào tạo cảnh sát một phần là nhờ có sự mở rộng hợp tác và quan hệ quốc tế của Học viện. Bên cạnh đó là sự nỗ lực và quan tâm sát sao từ phía Ban lãnh đạo Bộ Nội vụ. Kết quả của những nỗ lực này là sự hợp tác ngày càng gắn bó chặt chẽ giữa Học viện với các nước bạn bè như Pháp, Trung Quốc, Úc, Mỹ, Nhật Bản, Hàn Quốc, Thái Lan, Việt Nam...
Theo chủ chương và công tác hợp tác quốc tế, Học viện Cảnh sát  nhân dân Việt Nam đã cùng với Học viện Cảnh sát  Campuchia kí Biên bản ghi nhớ giữa 2 bên tại thủ đô Hà Nội vào ngày 21/8/2008. Đây là bước ngoặt cho sự phát triển mối quan hệ hợp tác giữa 2 nhà trường, tăng cường tình đoàn kết cũng như sự hỗ trợ, giúp nhau trong công tác đào tạo Cảnh sát. Kể từ đó đến nay, hàng năm Học viên Cảnh sát luôn mở những lớp đào tạo cho lực lượng Cảnh sát, Bộ Nội vụ Vương quốc Campuchia. Đồng thời còn tổ chức nhiều đoàn đến thăm và làm việc giữa hai nhà trường.

## Nhiệm vụ
Phù hợp với nền tảng chính trị của chính phủ Hoàng gia cũng như sự chỉ đạo của Bộ Nội vụ trong sự phát triển nguồn lực con người, Học viện Cảnh sát  hoàng gia Campuchia đã đề ra cho mình nhiệm vụ và định hướng trong tương lai. Học viện Cảnh sát Campuchia đã xây dựng kế hoạch 5 năm và chương trình hành động cụ thể, từ đó có định hướng cho những bước hoạt động đào tạo hàng năm tiếp theo phù hợp với những nhu cầu cấp bách của hiện tại và trong tương lai.
Đặc biệt với sự chỉ đạo trực tiếp về phát triển nguồn lực con người cùng với lực lượng Cảnh sát  quốc gia, Học viện Cảnh sát  Campuchia sẽ tiếp tục tiến hành công tác đào tạo theo các vấn đề then chốt như: Tiếp tục khuyến khích việc nghiên cứu khoa học Cảnh sát  với các chủ đề liên quan tới tội phạm xuyên quốc gia, phòng chống tội phạm, ma túy, buôn bán người, tội phạm vũ trang, tội phạm mạng... đồng thời sử dụng các nghiên cứu để phát triển nội dung giảng dạy cả trên phương diện lý luận lẫn thực tiễn; Tiếp tục tiến hành cải cách và phát triển nhân viên Cảnh sát  ở tất cả các cấp; Tiếp tục tăng cường và phát triển nguồn lực con người cho nhân viên văn phòng các cấp tại Học viện Cảnh sát  Campuchia và phát triển năng lực giảng dạy của đội ngũ cán bộ, giáo viên tại Học viện để có thể đáp ứng tốt yêu cầu nhiệm vụ công tác giáo dục đào tạo; Tiếp tục phát triển các chương trình giảng dạy và nội dung đào tạo để phù hợp với bối cảnh và phát triển của quốc gia cũng như trong khu vực và toàn cầu...
Với tất cả những gì đã đạt được và phương hướng phát triển vững mạnh trong tương lai, chắc chắn Học viện Cảnh sát Campuchia sẽ ngày càng lớn mạnh và đạt được nhiều thành công hơn nữa trong công tác đào tạo lực lượng Cảnh sát, góp phần bảo vệ, xây dựng và phát triển Vương quốc Campuchia.